# Danh sách tòa nhà và cấu trúc cao nhất Quảng Ninh

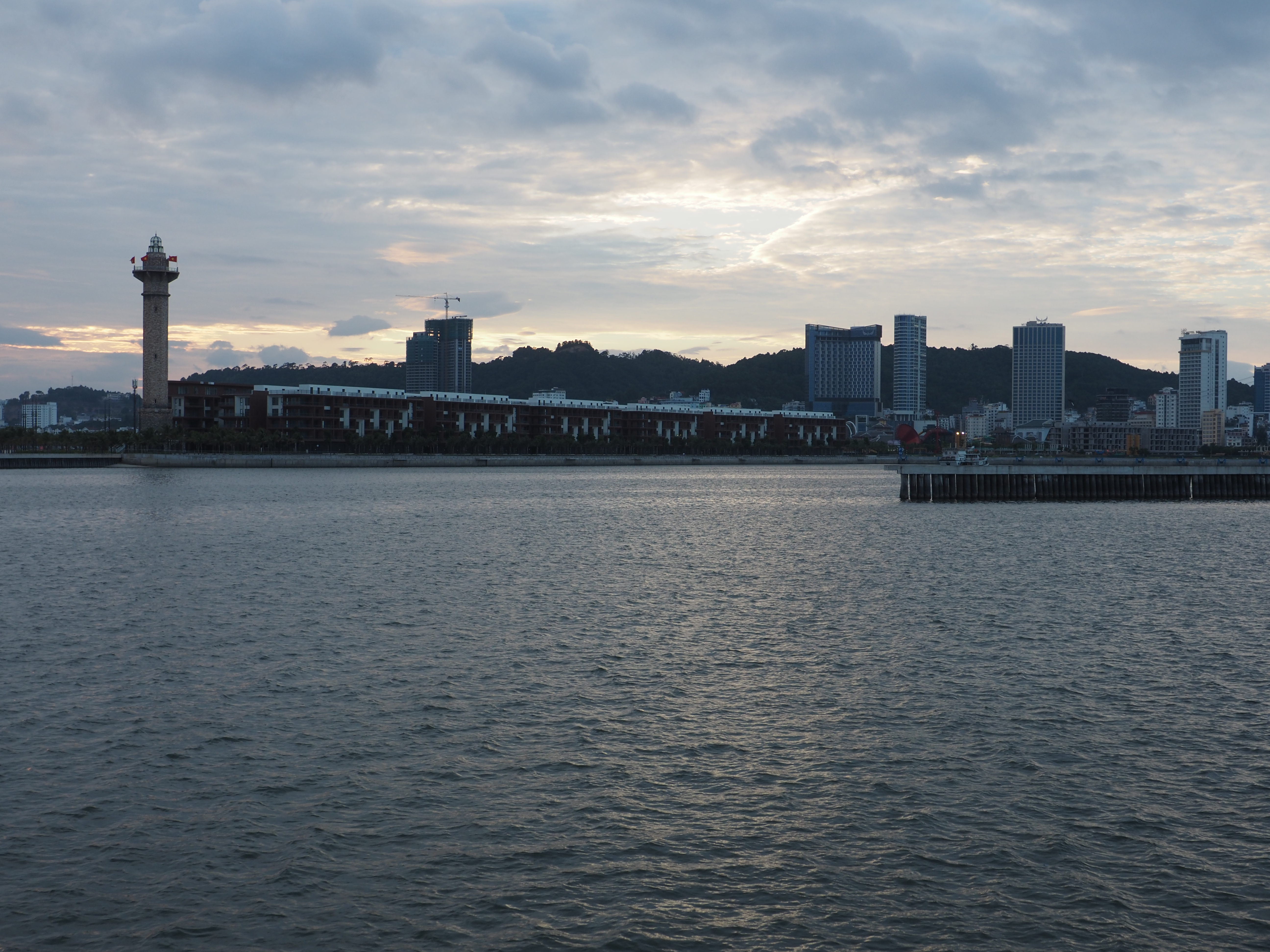
Phường Bãi Cháy, thành phố Hạ Long năm 2023

Tỉnh Quảng Ninh một trong bốn trung tâm du lịch lớn của Việt Nam. Tính đến năm 2024, toàn tỉnh có 83 tòa nhà cao tầng đã hoàn thành và cất nóc (trong đó có 23 tòa nhà cao trên 100 mét và 60 tòa nhà cao tầng trên 50m).
Tòa nhà cao nhất Quảng Ninh hiện nay là Icon40 Ha Long vừa được cất nóc vào tháng 7 năm 2024, tọa lạc tại phường Hùng Thắng, thành phố Hạ Long với chiều cao là 165,5m và 45 tầng. Đây là tòa nhà cao thứ 22 tại miền Bắc Việt Nam và cao thứ 52 Việt Nam.
Các tòa nhà cao tầng của Quảng Ninh hầu hết đều tập trung ở các thành phố Hạ Long với 74 tòa nhà trong tổng số 83 đã được xây dựng tại đây, bên cạnh đó còn có thành phố Cẩm Phả, Móng Cái và Uông Bí. Các huyện còn lại (trừ huyện Vân Đồn) hầu như không có nhà cao tầng.

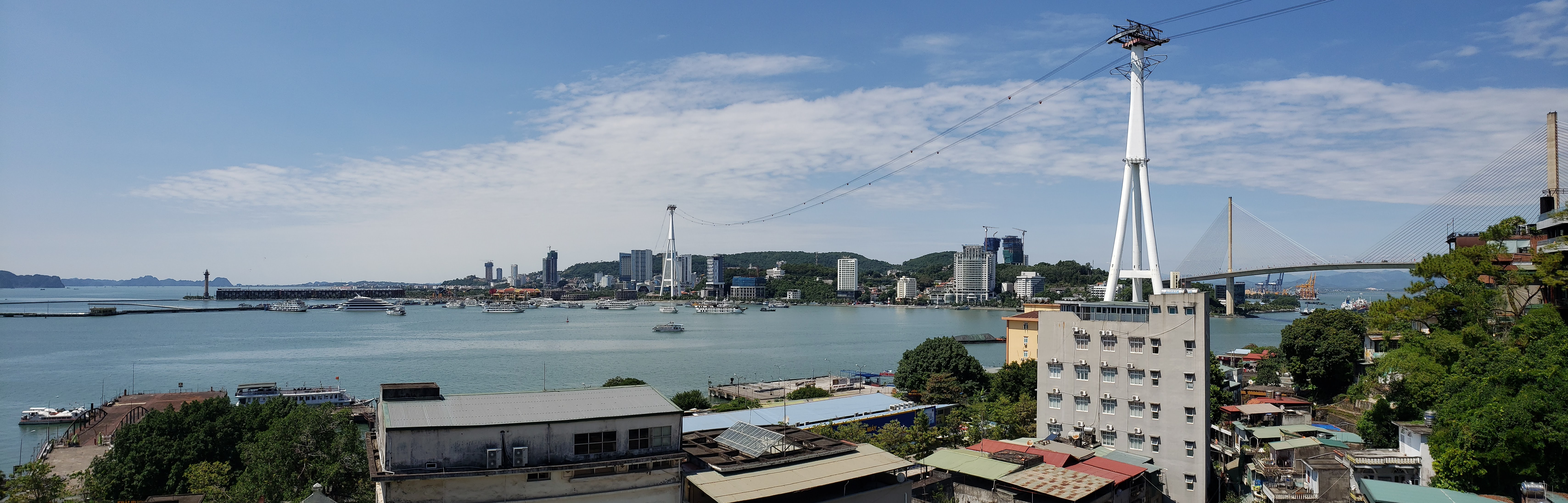
Đường chân trời khu vực phường Bãi Cháy, thành phố Hạ Long năm 2023.

| Thành phố | ≥50m | ≥100m | ≥150m |
| --------- | ---- | ----- | ----- |
| Hạ Long   | 74   | 20    | 3     |
| Vân Đồn   | 3    | 2     | -     |
| Móng Cái  | 3    | 1     | -     |
| Uông Bí   | 2    | -     | -     |
| Cẩm Phả   | 1    | -     | -     |

## Tòa nhà và cấu trúc đã hoàn thành

### Tòa nhà cao nhất
Dưới đây là danh sách tất cả các tòa nhà tại tỉnh Quảng Ninh đã hoàn thành có chiều cao trên 50 m hoặc trên 15 tầng.
|  | Tòa nhà cao nhất Quảng Ninh         |
|  | Tòa nhà đã từng cao nhất Quảng Ninh |
|  | Tòa nhà đã hoàn thành phần thô      |
|  | Tòa nhà đã cất nóc                  |

| Hạng | Tòa nhà                               | Hình ảnh                                                                         | Thành phố | Phường        | Chiều cao | Tầng | Hoàn thành | Ghi chú |
| ---- | ------------------------------------- | -------------------------------------------------------------------------------- | --------- | ------------- | --------- | ---- | ---------- | --- |
| 1    | Icon40 Hạ Long                        |                                                                                  | Hạ Long   | Hùng Thắng    | 165,5     | 40   | 2025       | Tòa nhà cao thứ 52 Việt Nam. Tòa nhà cao thứ 22 khu vực miền Bắc Việt Nam. Tòa nhà cao nhất tỉnh Quảng Ninh. Tòa nhà cao nhất thành phố Hạ Long. Công trình cất nóc ngày 18 tháng 07 năm 2024, sẽ hoàn thành vào năm sau.                                                          |
| 2    | À la Carte Halong Bay                 | Ha long bay cruise ハロン湾クルーズ - 53164482858.jpg                            | Hạ Long   | Hùng Thắng    | 158       | 41   | 2022       | Tòa nhà cao nhất Quảng Ninh từ năm 2022 đến năm 2024 khi tòa nhà Icon40 Hạ Long được cất nóc. Tòa nhà khách sạn cao nhất thành phố Hạ Long |
| 3    | The Holiday Ha Long                   | Ha Long Bay Rock.jpg                                                             | Hạ Long   | Bãi Cháy      | 154,9     | 39   | 2024       | [ 3 ] |
| 4    | The Oasis Vân Đồn                     |                                                                                  | Vân Đồn   | Hạ Long       | 144       | 34   | 2025       | Tòa nhà cao nhất huyện Vân Đồn. Tòa nhà cao nhất bên ngoài khu vực Hạ Long. Một phần của tổ hợp Crystal Holidays Harbour. |
| 5    | Mường Thanh Luxury Hạ Long Residence  | Ha long bay cruise ハロン湾クルーズ - 53164388410.jpg                            | Hạ Long   | Bãi Cháy      | 143,4     | 34   | 2021       | Tòa nhà cao nhất Quảng Ninh từ năm 2021 đến năm 2022. Cao ốc căn hộ của tổ hợp Mường Thanh Luxury Hạ Long. |
| 6    | Mường Thanh Luxury Hạ Long Centre     | Ha long bay cruise ハロン湾クルーズ - 53164388410.jpg                            | Hạ Long   | Bãi Cháy      | 143       | 27   | 2020       | Tòa nhà cao nhất Quảng Ninh từ năm 2020 đến năm 2021. Cao ốc khách sạn của tổ hợp Mường Thanh Luxury Hạ Long. |
| 7    | The Victory Vân Đồn                   |                                                                                  | Vân Đồn   | Hạ Long       | 140       | 33   | 2025       | Một phần của tổ hợp Crystal Holidays Harbour. |
| 8    | Sea Star Hotel                        | Ha long bay cruise ハロン湾クルーズ - 53164482858.jpg                            | Hạ Long   | Bãi Cháy      | 135,8     | 30   | 2021       | Giai đoạn 1 của Sea Star Hotel. Mặc dù đã cất nóc và hoàn thành phần thô từ năm 2021 nhưng đến đầu năm 2024 công trình mới chính thức đi vào hoạt động. |
| 9    | The Ruby Hạ Long A                    | View of Ha Long town from Sun World Halong Park, Vietnam, 20240129 1420 4036.jpg | Hạ Long   | Cao Xanh      | 133       | 35   | 2024       | |
| 10   | The Ruby Hạ Long B                    | View of Ha Long town from Sun World Halong Park, Vietnam, 20240129 1420 4036.jpg | Hạ Long   | Cao Xanh      | 133       | 35   | 2024       | |
| 12   | Mường Thanh Luxury Quảng Ninh         | Ha long bay cruise ハロン湾クルーズ - 53164388410.jpg                            | Hạ Long   | Bãi Cháy      | 129       | 34   | 2013       | Tòa nhà cao nhất Quảng Ninh từ năm 2013 đến năm 2020. Tòa nhà có chiều cao trên 100m đầu tiên tại Hạ Long. |
| 13   | Green Diamond                         | Du-lich-Ha-Long-tuoi-dep-HAN.jpg                                                 | Hạ Long   | Trần Hưng Đạo | 127,5     | 37   | 2024       | |
| 14   | Lideco Hạ Long A                      | Ha-long-bay-view-phoi-canh-du-an-banner-1920x960.jpg                             | Hạ Long   | Trần Hưng Đạo | 118,1     | 31   | 2018       | [ 8 ] |
| 15   | Lideco Hạ Long B                      | Ha-long-bay-view-phoi-canh-du-an-banner-1920x960.jpg                             | Hạ Long   | Trần Hưng Đạo | 118,1     | 31   | 2018       | [ 8 ] |
| 16   | Citadines Marina Halong               |                                                                                  | Hạ Long   | Hùng Thắng    | 114,1     | 30   | 2020       | Công trình nhận được các giải thưởng: "Khách sạn sang trọng bậc nhất Đông Nam Á" tại giải thưởng World Luxury Hotel Awards 2022. "Khách sạn mới tốt nhất toàn cầu", "Khách sạn có view đẹp nhất" và "Khách sạn biển đẹp nhất Việt Nam" tại giải thưởng Haute Grandeur Awards 2023. |
| 17   | Ramada by Wyndham Ha Long Bay View    | Ha-long-bay-view-phoi-canh-du-an-banner-1920x960.jpg                             | Hạ Long   | Trần Hưng Đạo | 112       | 34   | 2018       | [ 9 ] |
| 18   | Movenpick Hotels Ha Long              | Ha long bay cruise ハロン湾クルーズ - 53164482858.jpg                            | Hạ Long   | Bãi Cháy      | 107       | 28   | 2025       | Cất nóc vào năm 2023 và đang trong quá trình thi công nội thất. |
| 19   | Green Bay Garden A                    |                                                                                  | Hạ Long   | Hùng Thắng    | 110       | 30   | 2019       | Một phần của phân khu Green Bay Garden thuộc Green Bay Village. |
| 20   | Green Bay Garden B                    |                                                                                  | Hạ Long   | Hùng Thắng    | 110       | 30   | 2019       | Một phần của phân khu Green Bay Garden thuộc Green Bay Village. |
| 21   | The Sapphire Residence S1             | Ha long bay cruise ハロン湾クルーズ - 53164431050.jpg                            | Hạ Long   | Hồng Gai      | 109       | 31   | 2019       | Một phần của tổ hợp The Sapphire Mansions. |
| 22   | Best Western Premier Ha Long          | Ha long bay cruise ハロン湾クルーズ - 53164431050.jpg                            | Hạ Long   | Hồng Gai      | 109       | 31   | 2019       | Một phần của tổ hợp The Sapphire Mansions. |
| 23   | Majestic Mong Cai Hotel               |                                                                                  | Móng Cái  | Trần Phú      | 106       | 25   | 2010       | Tòa nhà cao nhất Quảng Ninh từ năm 2010 đến năm 2013. Tòa nhà cao nhất thành phố Móng Cái. |
| 24   | Khách sạn Hương Lan                   | Ha-long-bay-view-phoi-canh-du-an-banner-1920x960.jpg                             | Hạ Long   | Trần Hưng Đạo | 102       | 28   | 2019       | Công trình được khởi công từ năm 2017 với chiều cao 72,95m và 20 tầng, đến năm 2019 thì hoàn thành phần thô và bị trì hoãn. |
| 25   | Hotel SOL Ha Long                     | Ha long bay cruise ハロン湾クルーズ - 53164388410.jpg                            | Hạ Long   | Bãi Cháy      | 99,4      | 26   | 2022       | [ 13 ] |
| 26   | Vinacomin Hạ Long                     | View of Ha Long City at night (49373497483).jpg                                  | Hạ Long   | Hồng Gai      | 98,8      | 25   | 2022       | Công trình được khởi công từ năm 2011 dự kiến sẽ hoàn thành năm 2014 nhưng chỉ mới hoàn thành phần thô và bỏ hoang cho đến nay. |
| 27   | New Life Tower A                      |                                                                                  | Hạ Long   | Bãi Cháy      | 96,3      | 27   | 2017       | Một phần của tổ hợp New Life Tower. |
| 28   | New Life Tower B                      |                                                                                  | Hạ Long   | Bãi Cháy      | 96,3      | 27   | 2017       | Một phần của tổ hợp New Life Tower. |
| 29   | New Life Tower C                      |                                                                                  | Hạ Long   | Bãi Cháy      | 96,3      | 27   | 2017       | Một phần của tổ hợp New Life Tower. |
| 30   | The Watson                            |                                                                                  | Hạ Long   | Bãi Cháy      | 95,6      | 25   | 2022       | [ 15 ] |
| 31   | Times Garden A                        | Cột Đồng Hồ - Vincom Hạ Long 2022.jpg                                            | Hạ Long   | Bạch Đằng     | 95        | 28   | 2019       | Một phần của tổ hợp Times Garden. |
| 32   | Hyatt Regency Ha Long Bay             |                                                                                  | Hạ Long   | Bãi Cháy      | 91,9      | 23   | 2025       | [ 16 ] |
| 33   | DeLaSea Ha Long                       |                                                                                  | Hạ Long   | Bãi Cháy      | 91        | 24   | 2020       | Tên cũ: Eastin Phát Linh. |
| 34   | Wyndham Legend Halong T1              | View of Bai Chay Bridge from Queen Cable Car (49373958651).jpg                   | Hạ Long   | Bãi Cháy      | 90        | 21   | 2016       | |
| 35   | FLC Ha Long Bay                       | Ha Long 2019 taken by DJI FC220.jpg                                              | Hạ Long   | Hà Trung      | 89,1      | 21   | 2018       | Tổ hợp nghỉ dưỡng trên đồi duy nhất tại trung tâm thành phố Hạ Long. Ba lần nhận giải thưởng "Khách sạn hội nghị hàng đầu châu Á" tại World Travel Award năm 2019, 2020 và 2022.                                                                                                   |
| 36   | Trụ Sở Liên Cơ Quan Số 3              |                                                                                  | Hạ Long   | Hồng Hà       | 89        | 23   | 2019       | Một phần trong khu quần thể khối các cơ quan hành chính tỉnh Quảng Ninh. |
| 37   | The Yacht Hotel by DC                 |                                                                                  | Hạ Long   | Bãi Cháy      | 88        | 25   | 2021       | [ 19 ] |
| 38   | Green Bay Premium                     |                                                                                  | Hạ Long   | Hùng Thắng    | 88        | 24   | 2017       | Một phần của tổ hợp Green Bay Village. |
| 39   | Wyndham Garden Hotel                  | Ha long bay cruise ハロン湾クルーズ - 53163384877.jpg                            | Hạ Long   | Bãi Cháy      | 86,7      | 19   | 2024       | [ 20 ] |
| 40   | Goldland Plaza                        |                                                                                  | Hạ Long   | Hồng Hải      | 85        | 25   | 2019       | |
| 41   | Ha Long DC Hotel                      | View of Ha Long Bay from Queen Cable Car (49375013467).jpg                       | Hạ Long   | Hồng Gai      | 84        | 22   | 2012       | Tòa nhà cao nhất khu vực Hạ Long từ năm 2012 đến năm 2013. |
| 42   | Trần Hưng Đạo Plaza A                 | Ha Long 2019 taken by DJI FC220.jpg                                              | Hạ Long   | Trần Hưng Đạo | 82        | 24   | 2017       | |
| 43   | Trần Hưng Đạo Plaza B                 | Ha Long 2019 taken by DJI FC220.jpg                                              | Hạ Long   | Trần Hưng Đạo | 82        | 24   | 2017       | |
| 44   | Times Garden B                        | Cột Đồng Hồ - Vincom Hạ Long 2022.jpg                                            | Hạ Long   | Bạch Đằng     | 82        | 24   | 2019       | Một phần của tổ hợp Times Garden. |
| 45   | Bada Tower                            | The Dragon Castle Hạ Long 001.jpg                                                | Hạ Long   | Bãi Cháy      | 81,8      | 24   | 2023       | Một phần trong tổ hợp The Dragon Castle Hạ Long. |
| 46   | San Tower                             | The Dragon Castle Hạ Long 001.jpg                                                | Hạ Long   | Bãi Cháy      | 81,8      | 24   | 2023       | Một phần trong tổ hợp The Dragon Castle Hạ Long. |
| 47   | Jinju Tower                           | The Dragon Castle Hạ Long 001.jpg                                                | Hạ Long   | Bãi Cháy      | 81,8      | 24   | 2024       | Một phần trong tổ hợp The Dragon Castle Hạ Long. |
| 48   | Khách sạn Đức Phú                     |                                                                                  | Uông Bí   | Quang Trung   | 80        | 18   | 2018       | Tòa nhà cao nhất thành phố Uông Bí. |
| 49   | Phoenix Legend Ha Long Bay            | Bai Chay 2023.jpg                                                                | Hạ Long   | Bãi Cháy      | 79        | 21   | 2025       | Công trình nằm biệt lập trên ngọn đồi cao nhất Bãi Cháy bao trọn toàn cảnh vịnh Hạ Long từ độ cao 143m. Thiết kế mô phỏng biểu tượng hòn Trống Mái. |
| 50   | MGallery Residences Ha Long Bay       | Bai Chay 2023.jpg                                                                | Hạ Long   | Bãi Cháy      | 79        | 21   | 2025       | Công trình nằm biệt lập trên ngọn đồi cao nhất Bãi Cháy bao trọn toàn cảnh vịnh Hạ Long từ độ cao 143m. Thiết kế mô phỏng biểu tượng hòn Trống Mái. |
| 51   | GHomes Hạ Long G1.1                   |                                                                                  | Hạ Long   | Cao Thắng     | 76,1      | 20   | 2025       | Một phần của khu chung cư GHomes Hạ Long. |
| 52   | GHomes Hạ Long G1.2                   |                                                                                  | Hạ Long   | Cao Thắng     | 76,1      | 20   | 2025       | Một phần của khu chung cư GHomes Hạ Long. |
| 53   | Central Luxury Hạ Long                |                                                                                  | Hạ Long   | Hùng Thắng    | 76        | 20   | 2019       | |
| 54   | Mường Thanh Grand Bãi Cháy            | Ha long bay cruise ハロン湾クルーズ - 53163384877.jpg                            | Hạ Long   | Bãi Cháy      | 76        | 20   | 2019       | |
| 55   | Mường Thanh Grand Hạ Long             |                                                                                  | Hạ Long   | Bãi Cháy      | 76        | 20   | 2019       | |
| 56   | De Vista Ha Long                      |                                                                                  | Hạ Long   | Hà Khẩu       | 76        | 20   | 2020       | Hoàn thành phần thô năm 2020 và ngưng xây dựng kể từ đó. |
| 57   | Trường Cao đẳng Việt – Hàn Quảng Ninh |                                                                                  | Hạ Long   | Hoành Bồ      | 75        | 19   | 2024       | [ 23 ] |
| 58   | Hyatt Place Hạ Long Bay               |                                                                                  | Hạ Long   | Bãi Cháy      | 74,5      | 15   | 2024       | [ 24 ] |
| 59   | GHomes Hạ Long G2                     |                                                                                  | Hạ Long   | Cao Thắng     | 74,3      | 20   | 2025       | Một phần của khu chung cư GHomes Hạ Long. |
| 60   | Wyndham Legend Halong T2              | View of Bai Chay Bridge from Queen Cable Car (49373958651).jpg                   | Hạ Long   | Bãi Cháy      | 73        | 17   | 2017       | |
| 61   | Chung cư Đức Dương                    | Bai Chay (49374266502).jpg                                                       | Hạ Long   | Bãi Cháy      | 71        | 19   | 2019       | Một phần của tổ hợp Beverly Hills Hạ Long. |
| 62   | D'Lioro Hotel & Resort                | Bai Chay (49374266502).jpg                                                       | Hạ Long   | Bãi Cháy      | 71        | 19   | 2019       | Một phần của tổ hợp Beverly Hills Hạ Long. |
| 63   | Paddington Hotel Halong Bayview       | Ha Long City - panoramio (3).jpg                                                 | Hạ Long   | Hồng Hà       | 68,3      | 18   | 2020       | [ 25 ] |
| 64   | Peace Hotel                           | Ha long bay cruise ハロン湾クルーズ - 53164388410.jpg                            | Hạ Long   | Bãi Cháy      | 68        | 20   | 2020       | |
| 65   | Marina Hotel                          |                                                                                  | Hạ Long   | Bãi Cháy      | 65        | 19   | 2018       | |
| 66   | Trường Đại học Hạ Long cơ sở Uông Bí  |                                                                                  | Uông Bí   | Nam Khê       | 65        | 19   | 2019       | |
| 67   | Tòa nhà Viettel Quảng Ninh            |                                                                                  | Hạ Long   | Hồng Hải      | 65        | 15   | 2020       | |
| 68   | Khách sạn Ka Long                     |                                                                                  | Móng Cái  | Trần Phú      | 64,3      | 15   | 2022       | [ 26 ] |
| 69   | Green Bay 17T1                        |                                                                                  | Hạ Long   | Hùng Thắng    | 62,5      | 17   | 2015       | Một phần của phân khu Green Bay Tower thuộc Green Bay Village. |
| 70   | Green Bay 17T2                        |                                                                                  | Hạ Long   | Hùng Thắng    | 62,5      | 17   | 2015       | Một phần của phân khu Green Bay Tower thuộc Green Bay Village. |
| 71   | Trụ Sở Liên Cơ Quan Số 2              | Ha Long City - panoramio (3).jpg                                                 | Hạ Long   | Hồng Hà       | 62,4      | 16   | 2008       | Tòa nhà cao nhất Quảng Ninh từ năm 2008 đến năm 2010. Một phần trong khu quần thể khối các cơ quan hành chính tỉnh Quảng Ninh. |
| 72   | HaLong Palace Hotel                   |                                                                                  | Hạ Long   | Bãi Cháy      | 58        | 17   | 2012       | |
| 73   | Wyndham Garden Sonasea                |                                                                                  | Vân Đồn   | Hạ Long       | 57        | 14   | 2024       | [ 28 ] |
| 74   | LuxCity The Sea                       |                                                                                  | Cẩm Phả   | Cẩm Bình      | 54,2      | 15   | 2023       | Tòa nhà cao nhất thành phố Cẩm Phả. |
| 75   | Hạ Long Center                        | HALONG BAY .jpg                                                                  | Hạ Long   | Bạch Đằng     | 54        | 15   | 2012       | |
| 76   | Khạch sạn Sài Gòn Hạ Long             | Tourism in Ha Long Bay, August 2003 118.jpg                                      | Hạ Long   | Bãi Cháy      | 51        | 15   | 2002       | Tòa nhà cao nhất Quảng Ninh từ năm 2002 đến năm 2008. |
| 77   | Ha Long Dream Hotel                   |                                                                                  | Hạ Long   | Bãi Cháy      | 51        | 15   | 2003       | |
| 78   | Royal Lotus Hạ Long                   |                                                                                  | Hạ Long   | Bãi Cháy      | 51        | 15   | 2010       | |
| 79   | Licogi 18.1 Tower                     |                                                                                  | Hạ Long   | Hồng Hà       | 51        | 15   | 2013       | |
| 80   | Galaxy Hotel                          |                                                                                  | Hạ Long   | Bãi Cháy      | 51        | 15   | 2017       | |
| 81   | Moon Hotel                            |                                                                                  | Hạ Long   | Bãi Cháy      | 51        | 15   | 2019       | |
| 82   | Song Lộc Luxury                       |                                                                                  | Hạ Long   | Bãi Cháy      | 51        | 15   | 2019       | |
| 83   | Khách sạn Biển Bạc                    |                                                                                  | Móng Cái  | Trần Phú      | 50        | 13   | 2015       | |

### Cấu trúc cao nhất
Danh sách này sẽ không liệt kê vào các tòa nhà
| Hạng | Tòa nhà                                     | Hình ảnh                      | Vị trí     | Chiều cao (m) | Hoàn thành |
| ---- | ------------------------------------------- | ----------------------------- | ---------- | ------------- | ---------- |
| 1    | Ống khói số 1 Nhà máy nhiệt điện Quảng Ninh |                               | Hạ Long    | 200           | 2010       |
| 2    | Ống khói số 2 Nhà máy nhiệt điện Quảng Ninh |                               | Hạ Long    | 200           | 2010       |
| 3    | Trụ T1 Cáp treo Nữ hoàng                    |                               | Hạ Long    | 188,9         | 2016       |
| 4    | Cầu Bãi Cháy                                |                               | Hạ Long    | 137,5         | 2006       |
| 5    | Trụ T2 Cáp treo Nữ hoàng                    |                               | Hạ Long    | 123,5         | 2016       |
| 6    | Vòng Quay Mặt Trời                          |                               | Hạ Long    | 115           | 2016       |
| 7    | Ống khói 1 Nhà máy nhiệt điện Uông Bí       |                               | Uông Bí    | 107           | 1964       |
| 8    | Ống khói 2 Nhà máy nhiệt điện Uông Bí       | Uông Bí                       | 107        | 1964          |            |
| 9    | Ống khói 1 Nhà máy nhiệt điện Cẩm Phả       |                               | Cẩm Phả    | 90            | 2009       |
| 10   | Ống khói 2 Nhà máy nhiệt điện Cẩm Phả       |                               | Cẩm Phả    | 90            | 2007       |
| 11   | Ống khói 2 Nhà máy nhiệt điện Mông Dương    |                               | Cẩm Phả    | 82            | 2016       |
| 12   | Ống khói 3 Nhà máy nhiệt điện Mông Dương    |                               | Cẩm Phả    | 82            | 2016       |
| 13   | Ống khói Nhà máy nhiệt điện Mạo Khê         |                               | Đông Triều | 61            | 2012       |
| 14   | Hải Đăng Sun World                          |                               | Hạ Long    | 55,5          | 2017       |
| 15   | Ống khói hơi Nhà máy nhiệt điện Thăng Long  |                               | Hạ Long    | 50            | 2018       |
| 16   | Ống khói 1 Nhà máy nhiệt điện Mông Dương    |                               | Cẩm Phả    | 45            | 2015       |
| 17   | Cổng chào tỉnh Quảng Ninh                   |                               | Đông Triều | 43            | 2017       |
| 18   | Tháp kiểm soát không lưu Sân bay Vân Đồn    | San-bay-van-don-toan-canh.jpg | Vân Đồn    | 42            | 2018       |

## Tòa nhà đang xây dựng
Danh sách bao gồm các cao ốc đang được xây dựng hoặc chưa cất nóc.
| Hạng | Tòa nhà                                               | Vị trí  | Chiều cao | Tầng | Dự kiến hoàn thành |
| ---- | ----------------------------------------------------- | ------- | --------- | ---- | ------------------ |
| 1    | Icon40 Hạ Long                                        | Hạ Long | 165,5     | 40   | 2024               |
| 2    | Tổ hợp khách sạn, căn hộ du lịch, dịch vụ du lịch     | Hạ Long | 129       | 31   | 2024               |
| 3    | Khách sạn 5 sao (công ty CP Du lịch Hà Nội - Hạ Long) | Hạ Long | 125,7     | 32   | 2025               |
| 4    | Crystal Holidays Harbour B                            | Vân Đồn | 116       | 34   | 2025               |
| 5    | Crystal Holidays Harbour A                            | Vân Đồn | 113       | 33   | 2025               |
| 6    | Crystal Holidays Harbour C                            | Vân Đồn | 113       | 33   | 2025               |
| 7    | Crystal Holidays Harbour D                            | Vân Đồn | 106       | 31   | 2025               |
| 8    | Crystal Holidays Harbour E                            | Vân Đồn | 95        | 28   | 2025               |
| 9    | Khách sạn 5 sao (công ty CP Đồng Gia)                 | Hạ Long | 91,9      | 23   | 2024               |
| 10   | Hyatt Regency Ha Long Bay                             | Hạ Long | 84        | 22   | 2024               |
| 11   | MGallery Hotel                                        | Hạ Long | 79        | 21   | 2024               |
| 12   | MGallery Residences                                   | Hạ Long | 79        | 21   | 2024               |
| 13   | NOXH Đồi Ngân hàng CT-01A                             | Hạ Long | 76,1      | 20   | 2026               |
| 14   | NOXH Đồi Ngân hàng CT-01B                             | Hạ Long | 76,1      | 20   | 2026               |
| 15   | The Symphony                                          | Hạ Long | 76        | 21   | 2024               |
| 16   | NOXH Đồi Ngân hàng CT-02                              | Hạ Long | 74,3      | 20   | 2026               |
| 17   | NOXH Đồi Ngân hàng CT-03                              | Hạ Long | 68,1      | 18   | 2026               |

## Kế hoạch, phê duyệt, đề xuất
| Hạng | Tòa nhà                                                                  | Vị trí   | Chiều cao | Tầng | Năm  | Trạng thái |
| ---- | ------------------------------------------------------------------------ | -------- | --------- | ---- | ---- | ---------- |
| 1    | Domino Ha Long Bay                                                       | Hạ Long  | 540       | 99   | -    | Đề xuất    |
| 2    | Tháp chữ V Heritage Road A                                               | Vân Đồn  | 500       | 88   | -    | Phê duyệt  |
| 3    | Tháp chữ V Heritage Road B                                               | Vân Đồn  | 420       | 74   | -    | Phê duyệt  |
| 4    | Khách sạn 5 sao KĐT Ao Tiên                                              | Vân Đồn  | 198,5     | 50   | -    | Phê duyệt  |
| 5    | KS-03 Khu B8 Heritage Road                                               | Vân Đồn  | 164       | 43   | -    | Phê duyệt  |
| 6    | Sea Star Hotel 2                                                         | Hạ Long  | 164       | 36   | -    | Phê duyệt  |
| 7    | KS-01 Khu B8 Heritage Road                                               | Vân Đồn  | 160       | 42   | -    | Phê duyệt  |
| 8    | IGG Ha Long Tower                                                        | Hạ Long  | 140,2     | 35   | -    | Đề xuất    |
| 9    | Crystal Island Quảng Ninh                                                | Hạ Long  | 137       | 36   | -    | Đề xuất    |
| 10   | Chung cư Cột 8 Lán Bè CT1                                                | Hạ Long  | 136       | 40   | -    | Tầm nhìn   |
| 11   | Chung cư Cột 8 Lán Bè CT2                                                | Hạ Long  | 136       | 40   | -    | Tầm nhìn   |
| 12   | Chung cư Cột 8 Lán Bè CT3                                                | Hạ Long  | 136       | 40   | -    | Tầm nhìn   |
| 13   | Khạch sạn Sao Mai                                                        | Hạ Long  | 131,7     | 35   | -    | Đề xuất    |
| 14   | Marina Bayfront Tower - Marina A                                         | Hạ Long  | 130       | 38   | 2025 | Kế hoạch   |
| 15   | Marina Bayfront Tower - Marina B                                         | Hạ Long  | 130       | 38   | 2025 | Kế hoạch   |
| 16   | Green Dragon Tower A                                                     | Cẩm Phả  | 119       | 35   | -    | Đề xuất    |
| 17   | Green Dragon Tower B                                                     | Cẩm Phả  | 119       | 35   | -    | Đề xuất    |
| 18   | Mon Bay Residence T1                                                     | Hạ Long  | 119       | 35   | -    | Đề xuất    |
| 19   | Mon Bay Residence T2                                                     | Hạ Long  | 119       | 35   | -    | Đề xuất    |
| 20   | Tổ hợp khách sạn, căn hộ nghỉ dưỡng cao cấp Ao Tiên - Cát Linh Vân Đồn D | Vân Đồn  | 116       | 34   | -    | Phê duyệt  |
| 21   | Tổ hợp khách sạn, căn hộ nghỉ dưỡng cao cấp Ao Tiên - Cát Linh Vân Đồn E | Hạ Long  | 116       | 34   | -    | Phê duyệt  |
| 22   | Sonasea Complex Novel Suites                                             | Vân Đồn  | 114       | 30   | -    | Kế hoạch   |
| 23   | Tổ hợp khách sạn, căn hộ nghỉ dưỡng cao cấp Ao Tiên - Cát Linh Vân Đồn C | Vân Đồn  | 106       | 31   | -    | Phê duyệt  |
| 24   | DMC Plaza A                                                              | Hạ Long  | 102       | 30   | 2023 | Đề xuất    |
| 25   | DMC Plaza B                                                              | Hạ Long  | 102       | 30   | 2023 | Đề xuất    |
| 26   | Beverly Hills Hotel                                                      | Hạ Long  | 95        | 25   | -    | Đề xuất    |
| 27   | Phong Phú Hotel                                                          | Móng Cái | 95        | 30   |      | Đề xuất    |
| 28   | Tổ hợp khách sạn, căn hộ nghỉ dưỡng cao cấp Ao Tiên - Cát Linh Vân Đồn B | Vân Đồn  | 92        | 27   | -    | Phê duyệt  |
| 29   | Sonasea Complex Ibis Style                                               | Vân Đồn  | 91        | 24   | -    | Kế hoạch   |
| 30   | Tổ hợp khách sạn, căn hộ nghỉ dưỡng cao cấp Ao Tiên - Cát Linh Vân Đồn A | Vân Đồn  | 89        | 26   | -    | Phê duyệt  |
| 31   | Trụ sở Trung tâm truyền thông tỉnh Quảng Ninh                            | Hạ Long  | 85        | 18   | 2025 | Kế hoạch   |
| 32   | Khách sạn Lô N5C khu A2, Khu đô thị Cái Dăm                              | Hạ Long  | 83        | 20   | 2026 | Kế hoạch   |
| 33   | Neo Tower                                                                | Hạ Long  | 82        | 24   | -    | Đề xuất    |
| 34   | Sonasea Complex Pullman                                                  | Vân Đồn  | 72        | 19   | -    | Kế hoạch   |
| 35   | KS-02 Khu B8 Heritage Road                                               | Vân Đồn  | 69        | 18   | -    | Phê duyệt  |

Ngoài ra, còn có 7 tòa nhà đã được quy hoạch trong khu đô thị Cái Rồng và hơn 30 tòa nhà đã được quy hoạch tại khu đô thị Ao Tiên ở huyện Vân Đồn.

## Đang bị trì hoãn hoặc hủy bỏ
| Hạng | Tòa nhà                | Vị trí  | Chiều cao | Tầng | Khởi công       | Trì hoãn        | Tiến độ       |
| ---- | ---------------------- | ------- | --------- | ---- | --------------- | --------------- | ------------- |
| 1    | Sun Marina Town T1-T5  | Hạ Long | 195       | 50   | 2021            | 2023            | Thi công móng |
| 2    | Sun Marina Town T6-T10 | Hạ Long | 195       | 50   | 2021            | 2023            | Thi công móng |
| 3    | OceanPoint Ha Long     | Hạ Long | 106       | 31   | 2021            | 2021            | Hủy bỏ        |
| 4    | The Bay View Tower A   | Hạ Long | 102       | 30   | Chưa triển khai | Chưa triển khai | Đất trống     |
| 5    | The Bay View Tower B   | Hạ Long | 102       | 30   | Chưa triển khai | Chưa triển khai | Đất trống     |
| 6    | Sheraton Ha Long Bay   | Hạ Long | 57        | 15   | 2015            | 2016            | Đất trống     |

## Mốc thời gian của các tòa nhà cao nhất
| Số năm cao nhất | Tòa nhà                              | Hình ảnh                                              | Chiều cao | Vị trí   |
| --------------- | ------------------------------------ | ----------------------------------------------------- | --------- | -------- |
| 2022 - Hiện tại | À la Carte Hạ Long Bay               | Ha long bay cruise ハロン湾クルーズ - 53164482858.jpg | 158,7     | Hạ Long  |
| 2021 - 2022     | Mường Thanh Luxury Hạ Long Residence | Ha long bay cruise ハロン湾クルーズ - 53164388410.jpg | 143,4     | Hạ Long  |
| 2020 - 2021     | Mường Thanh Luxury Hạ Long Centre    | Ha long bay cruise ハロン湾クルーズ - 53164388410.jpg | 143       | Hạ Long  |
| 2014 - 2020     | Mường Thanh Luxury Quảng Ninh        | Ha long bay cruise ハロン湾クルーズ - 53164388410.jpg | 129       | Hạ Long  |
| 2010 - 2014     | Majestic Mong Cai Hotel              |                                                       | 106       | Móng Cái |
| 2008 - 2010     | Trụ Sở Liên Cơ Quan Số 2             |                                                       | 62,4      | Hạ Long  |
| 2002 - 2008     | Khạch sạn Sài Gòn Hạ Long            |                                                       | 51        | Hạ Long  |
| 1994 - 2002     | Khách sạn Hạ Long Plaza              |                                                       | 41        | Hạ Long  |